# Kováts J. István
Kováts J. István (Kistelek, 1880. november 20. – Budapest, 1965. október 4.) református teológiai professzor, 32 éven át a Budapesti Református Teológiai Akadémia tanára, egyházkerületi főjegyző, országgyűlési képviselő, a Független Kisgazdapárt alelnöke.

## Élete

### Iskolái
1880-ban született Kisteleken. Apja szegény kovácsmester, majd gépész volt. Hat és fél éves korában Budapestre került. Édesapja, akinek tíz gyermeke volt, művelt iparost akart belőle nevelni. Tanárai azonban azt ajánlották az apának, hogy adja a fiát mérnöki pályára.
A reáliskolai érettségi után nem a műegyetemre, hanem a jogi egyetemre iratkozott be, s élénk részt vett az ifjúság társadalmi és politikai mozgalmaiban. Diák Otthonok szervezését követelte, hogy tanulni vágyó szegény diákok is végezhessenek egyetemet. Az egyetemi ifjúságnak gyönyörű Kossuth-serleget szerzett, buzgó ápolója volt a Rákóczi-kultusznak, s igyekezett szorosabbra fűzni a magyar-lengyel barátságot.

### Teológiai tevékenységei

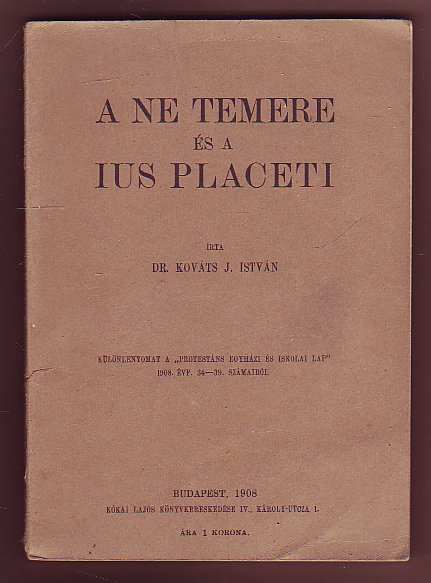

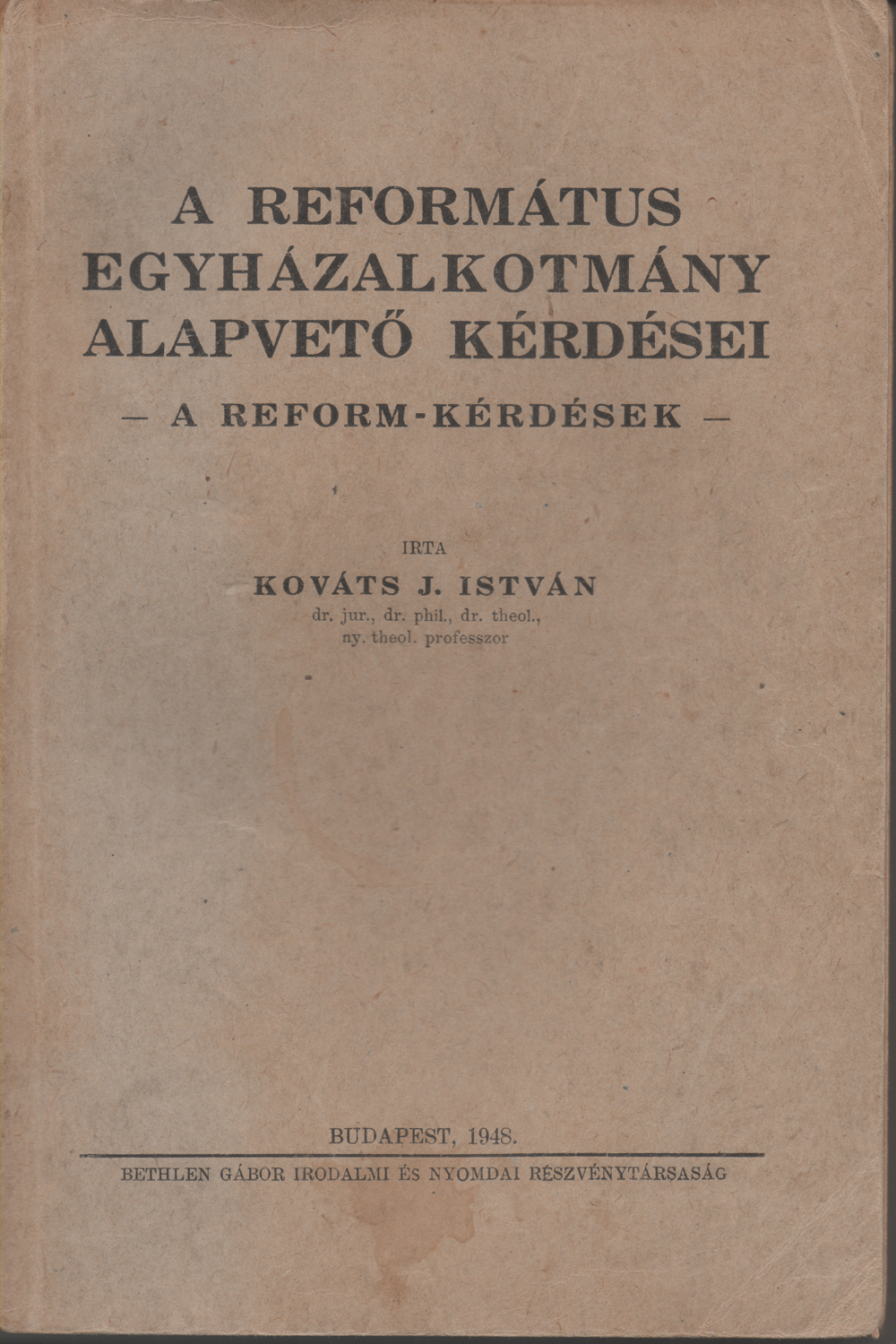

A jogi doktorátus megszerzése után a papi pályára lépett, elvégezte a református teológiát, de ezalatt is vezére maradt az egyetemi ifjúságnak, s amikor a szocialisták egy politikai tüntetésen ronggyá tépték az ifjúság nemzeti színű lobogóját, lelkes magyarok adakozásából új háromszínű lobogót készíttetett az ifjúságnak.
A teológia elvégzése után Edinburgh-be, a híres skóciai református teológiára küldték ki az ifjú lelkipásztort. Onnan Szlavóniába ment, a szerbek és horvátok közt élő reformátusok közé.
Genfben Kálvin János születésének négyszáz éves évfordulóján francia előadást tartott a világ minden tájáról összesereglett kálvinisták előtt a magyar református egyházról s buzdítására svájci, francia és angol protestánsok jöttek Magyarországra.
Megszerezte a teológiai tanári oklevelet és Bécsben a teológia licenciátust. Nagykőrösön, Veresegyházán, Budapesten, majd Szatmárnémetiben volt lelkipásztor. A Presbiteri Világszövetség Skóciában tartott tizedik nagy zsinatján ő képviselte a magyar református egyházat. Angol nyelvű előadásban ismertette, hogy mi a szerepe Magyarországnak Kelet-Európa evangelizálásában.
1913 őszén a Budapesti Református Teológia tanárává választották meg; tevékeny munkása az egyház társadalmi és irodalmi mozgalmainak. Társszerkesztője volt éveken át a Protestáns Egyházi és Iskolai Lapoknak.
Megalapította a tízezer tagot számlaló Református Sajtóegyesületet, szerkeszti a református sajtót. Amikor az ország szétdarabolásának veszélye fenyegetni kezdett, mozgalmat indított a kormánynál, hogy a protestáns külföldet a legjelesebb magyar protestánsokkal kell tájékoztatni a magyar viszonyokról, a hazánk földarabolásával az itt élő négymillió protestánst fenyegető veszedelemről. E nagy jelentőségű munkának lett az eredménye, hogy Svájc, Svédország, Hollandia, Anglia és Amerika protestánsaihoz kijuttatott több, mint húsz jeles protestáns követet, s az egész világ protestánsai megmozdultak Magyarország érdekében.

### Politikai pályája
1918-ban a protestáns ügyek kormánybiztosává nevezik ki.
A tanácsköztársaság bukása után a Kisgazdapárt alelnöke volt. Az enyingi kerület választotta meg kisgazda- és földmívespárti programmal képviselőjévé. A Nemzetgyűlésen amelynek 1920-1922 között volt tagja – mindjárt első felszólalásával nagy sikert aratott. Később is több ízben tartott főleg közjogi és külügyi kérdésekben tetszéssel fogadott beszédeket. Nagy visszhangja volt a debreceni templomgyalázás alkalmából tartott felszólalásának.
A Teleki-kormány alatt a miniszterelnökség létszámához tartozó kultuszminiszteri államtitkár volt, néhány hónap múlva azonban, hogy a királykérdésben szabad kezet biztosítson magának, állásáról lemondott. Lelkes vezető harcosa a királyválasztóknak. Kitűnő szónok. Az 1921 júniusban tartott Dunamelléki Református Egyházkerületi püspökválasztáson Ravasz Lászlóval szemben kisebbségben maradt.
Tagja volt a közjogi, külügyi, közoktatási és összeférhetetlenségi állandó bizottságnak.

### Tanítványai
Tevékeny élete során több generációt tanított, nevelt a hitre, Isten szeretetére. Ám nem csak írásokból, könyvekből adta át tudásának egy-egy szeletét, hanem személyes példával is élen járt a jövő generáció oktatás-nevelésében. Volt tanítványai mindig szívesen emlékeznek vissza volt tanárukra, köztük is megemlítendő Dobos Károly, aki gyönyörű bevezető szöveget írt Dr. Kováts J. István 2000-ben kiadott "Jöjjetek énhozzám" c. könyvéhez. Egy másik volt tanítvány, Balla Árpád pedig "Péntekhegyi levelek" c. könyvében emlékezik meg róla. A Magyar Református Egyház figyelőjének – a Confessionak – 2006. évi 1. számában Hegyi-Füstös István megindító értekezést írt egykori tanáráról, professzoráról.

### Családi élete
Felesége Schulek Irén (1885. március 20. – 1968. május 9.), aki Schulek Frigyes műépítész lánya volt. Hat gyermekük született.
Tahitótfalu-ban szívesen időzött, a református gyülekezet vezetőjeként és lelkészeként a község egyik vezető személyisége volt.

## Művei
- Egy élet prédikációja. Önéletrajz – Magánkiadás, Bp., 2005, 506 oldal
- Magyar református templomok. Főszerk. 1-2. köt.; Bp. 1942. Athenaeum. 2 sztl. lev. 358 l. 1 t. (színes); 1 sztl. lev. (359) 361-734 l. 298 mm.
- Jöjjetek énhozzám (2000); Kováts J. István áhítatos könyve az év minden napjára egy-egy Igét tartalmaz, melyet rövid magyarázatokkal lát el, minden napra egy imádságot s a református énekeskönyv egy-egy énekének versszakát fűzi hozzá. Az egyes Igéket különböző témákba csoportosítja, úgy mint Isten, Az ember, A megszentelődés útja, Közösségeink, Meglátogatásunk ideje és Alkonyati tájakon járásunk
- A református egyházalkotmány alapvető kérdései – A reform kérdések – Budapest IX., Kálvin-tér 8. (1948) – Bethlen Gábor Irodalmi és Nyomdai Részvénytársaság
- Társadalmunk krisztusi alapjai; Károli G. Ref. Egy., Bp., 2005
- A lelkészképzés reformja. Válasz Vasady Béla dr. hasonló című tanulmányára; Bethlen Ny., Bp., 1941
- Legyen békesség! Néhány szó elfogulatlan római katholikus testvéreinkhez; Kálvin-téri Ref. Egyházközség, Bp., 1937 (Kálvin könyvtár)
- A keresztyénség és a társadalmi kérdések; átnézték Antal Géza, Kiss Ferenc; Bethlen Ny., Bp., 1933 (Református egyházi könyvtár)
- Karcolatok az amerikai útról; Bethlen Ny., Bp., 1929
- A Kisgazdapárt és a Habsburgok trónvesztése. Kószó István, Kováts J. István, Dömötör Mihály beszéde a nemzetgyűlésen, Nagyatádi Szabó István beszéde Kossuth sírjánál; Bethlen Ny., Bp., 1921
- A Kálvin-Szövetség 2. téli konferencziája 1917. január 16-19.; összeáll. Kováts J. István; Hornyánszky Ny., Bp., 1917 (A Kálvin-Szövetség kiadványai)
- A Kálvin-Szövetség 1916. évi lelkészi konferenciájának emlékkönyve; összeáll. Kováts J. István; Hunnia Ny., Bp., 1916 (A Kálvin-Szövetség kiadványai)
- A presbiteri világszövetség aberdeeni zsinata magyarok skócziai útja; Hornyánszky Ny., Bp., 1914 (A Kálvin-Szövetség kiadványai)
- A Presbiteri Szövetség magyarországi útjának és gyűléseinek emlékkönyve; szerk. Kováts J. István; Kálvin Szövetség, Bp., 1912
- A buddhizmus és a kereszténység; Kókai, Bp., 1912
- Kálvin és Servet Servet-pör c. gyűjtemény A. része; Főisk. Ny., Pápa 1911 (Kálvin János művei)
- Kálvin jubileumi emlékkönyv magyarok genfi útja; szerk. B. Pap István, Kováts J. István; Kálvin-Szövetség, Bp., 1910
- A Nirvána; Wigand Ny., Pozsony, 1908
- A Ne Temere és a Ius Placeti – Budapest, Kiadó: Kókai Lajos Könyvkereskedése, 1908